# Franz de Paula Gundaccar II. von Colloredo-Mannsfeld

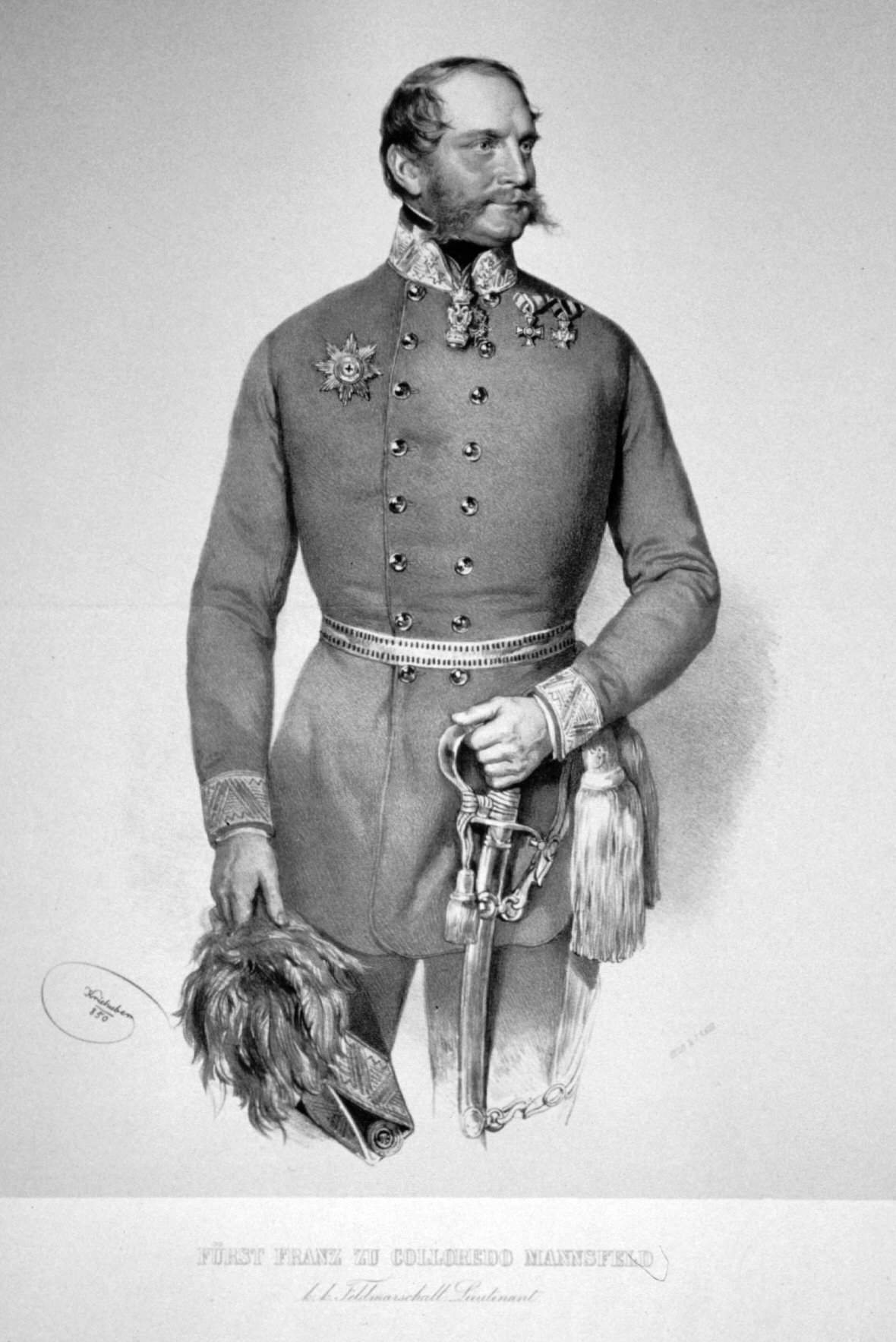
Franz de Paula Gundaccar von Colloredo-Mansfeld, Lithographie von Josef Kriehuber, 1850

Franz de Paula Gundaccar II. von Colloredo-Mansfeld (* 18. November 1802 in Wien; † 29. Mai 1852 in Gräfenberg) war ein österreichischer Feldmarschallleutnant.

## Leben
Geboren als Sohn des Grafen Hieronymus II. von Colloredo-Mansfeld. Während seines Studiums wurde er 1819 Mitglied der Alten Prager Burschenschaft Teutonia und war 1819 Mitglied im burschenschaftlichen Kreis in Wien. Er trat 1824 in die Armee ein und machte hier eine schnelle Karriere. 1838 bereits Oberst des 1. Jägerbattalions. 1848 zum Generalmajor ernannt, befehligte er zuerst eine Brigade in Triest und wurde dann Kommandant der Festung Theresienstadt. Von dort aus beteiligte er sich an der Niederschlagung des Aufstandes in Prag und führte im Oktober 1848 seine Brigade bei der Belagerung Wiens. In dem Feldzug 1848/49 gegen die Revolution in Ungarn zeichnete er sich in der Schlacht bei Kápolna aus und führte dann während der Belagerung von Komorn (September 1849) eine Division auf der Großen Schütt-Insel. 1850 wurde er zum Inhaber des Infanterie-Regiments Nr. 36 ernannt und erhielt den Oberbefehl über das 11. Armeecorps.
Nach dem Tode seines Onkels Rudolf Joseph II. von Colloredo-Mannsfeld erbte er 1844 dessen Herrschaft Dobřisch sowie die Güter Bukowa und Kotenčic, Langen-Lhota und Slowansko, Heiligenfeld und Suchydol. 
Aus seiner Ehe mit Christine von Clam-Gallas, einer Tochter von Christian Christoph Clam-Gallas, entstammt die Tochter Wilhelmine Josephine.